# Zorambos
Zorambos (en grec ancien Ζωράμβος) est un fleuve côtier de Gédrosie mentionné par des auteurs anciens. 
La description de Marcien d'Héraclée pourrait peut-être permettre de l'identifier[Par qui ?] avec le fleuve Dasht. En tout cas, cette hypothèse n'a pas été retenue par le Barrington Atlas, en 2000.

## Mentions
- Ptolémée, Géographie, VI, 8, 9.
- Marcien d'Héraclée, Périple de la mer extérieure, 1, 29 (GGM I, 533, 8).
- Nonnos de Panopolis, Dionysiaques, chant 22.

## Source
- Konrat Ziegler, « Zorambos », RE, deuxième série, vol. 19, col. 864, 1972.